# Blarina brevicauda talpoides
Blarina brevicauda talpoides es una subespecie de musaraña de la familia soricidae.

## Distribución geográfica
Se encuentra en Norteamérica: el Canadá (Ontario) y los Estados Unidos (Connecticut, Nueva Jersey y Nueva York).